# Strophurus trux
Strophurus trux — вид геконоподібних ящірок родини диплодактилідів (Diplodactylidae). Ендемік Австралії. Описаний у 2017 році.

## Поширення і екологія
Strophurus trux відомі з типової місцевості, розташованої в околицях гори Редкліфф, за 8 км на південь від Марлборо в штаті Квінсленд.